# Garfield: Caught in the Act
Garfield: Caught in the Act è un videogioco interpretato dal gatto dei fumetti Garfield. Il gioco, sviluppato dalla SEGA, è stato distribuito nel 1995 per il Sega Mega Drive e per il Game Gear. Successivamente, nel 1996, venne pubblicato anche per Windows.
Il gioco doveva ricevere anche una conversione per Sega 32X, con il titolo Garfield in TV Land, ma l'idea fu poi accantonata.

## Trama
Odie spaventa Garfield mentre guarda la televisione, e Garfield, terrorizzato, fa un salto enorme ed atterra sulla televisione, che si rompe.
Con un enorme sforzo dovuto alla paura che il loro padrone Jon scoprisse il guaio, Garfield ed Odie cercano di riparare la televisione mettendo insieme le parti rotte. Alla fine avevano riparato qualcosa, ma quello che ne uscì fuori era ben lontano dall'essere una televisione. Dopo che Garfield getta i "pezzi di scarto", questi ultimi si uniscono e diventano un mostro elettronico, il Glitch. Il Glitch trasporta Garfield nella televisione. Ora Garfield è presente nella TV che ha cercato di riparare e l'unico modo per uscirne è sconfiggere il Glitch.

## Modalità di gioco
Il gioco è un platform, con Garfield che è capace di attaccare i nemici saltandoci sopra o lanciandogli oggetti (che cambiano da livello in livello). Ci sono anche due livelli speciali: uno che ricorda un Whac-A-Mole, e un altro dove Garfield vola attraverso un tunnel cercando di prendere più orsetti possibile.

## Livelli

### Mega Drive
- Count Slobula's Castle

Questo livello è ambientato in un film horror (precisamente in un cimitero). Garfield, per poter proseguire, ha la possibilità di usare una torcia o dei teschi. Qui Garfield indossa un mantello. Il boss è il Conte Slobula (una parodia del Conte Dracula), ossia una versione vampiro di Odie.
- The Revenge of Orangebeard

Questo livello è invece ambientato in un film pirata. Le armi di Garfield sono stavolta una spada di legno e delle bombe ed indossa un cappello da pirata. Il boss è uno scheletro (e il suo pappagallo) vestito da pirata.
- Cave Cat 3,000,000 BC

Questo livello è stavolta ambientato in un film dell'età della pietra, dove Garfield potrà usare come armi un osso e lische di pesce. Garfield qui appare con dei denti da tigre a sciabola. Il boss è il "Great Bob", un dinosauro verde che ricorda Odie.
Questo livello è uguale alla "Cave Cat" del film Garfield: His 9 lives.
- Catsablanca

Un livello ambientato in un film noir. Le armi di Garfield, che stavolta indossa una bombetta grigia, sono un giornale e delle lattine. Il boss qui è un cane vestito con un cappotto e una bombetta grigia che getta delle bombe al felino.
- The Curse of Cleofatra

Un livello ambientato in una piramide egizia. Garfield qui è vestito come un faraone, e per difendersi potrà usare una torcia e gli ankh. Il boss qui è una sfinge.
- Season Finale

Qui Garfield potrà finalmente combattere il mostro elettronico Glitch. Non sarà vestito in modi particolari e non avrà armi, ma per sconfiggere il mostro Garfield potrà usufruire di alcuni specchietti che rifletteranno i raggi che sparerà Glitch (che si colpirà da solo).

Gli abbonati al servizio online della Sega hanno avuto l'opportunità di giocare a un altro gioco, Garfield: The Lost Levels, con alcuni livelli mai usati nella versione originale:
- Bonehead the Barbarian, un livello ambientato in un film sui vichinghi
- Slobbin Hood, un livello ambientato in una foresta con un riferimento a Robin Hood.

### Game Gear
La versione Game Gear del gioco offre l'interessante opportunità di giocare ai livelli non inseriti nella versione che girava sul Mega Drive. Ci sono numerose differenze fra la versione Game Gear e quella Mega Drive.
Infatti nella versione Game Gear:
- Garfield non utilizza alcun vestiario,
- Le armi (ossia un pugno e le pietre) rimangono sempre uguali da livello in livello.
- Il livello bonus è uno, e consiste nel devastare la casa di John.

I livelli sono:
- Cave Cat 3,000,000 BC
- Curse of Cleofatra
- Bonehead the Barbarian
- Count Slobula's Castle
- Revenge of Orangebeard
- Slobbin' Hood
- Catsablanca
- Television Wasteland

### PC
È molto simile al gioco per Mega Drive. L'unica cosa che cambia sono i livelli.
- Cave Cat 3,000,000 BC
- Curse of Cleofatra
- Count Slobula's Castle
- Revenge of Orangebeard
- Catsablanca
- Alien Landscape (questo livello è ambientato in un film di fantascienza. Le armi sono una spada laser (da Star Wars) e dei missili. Il boss qui è un disco volante)
- Season Finale